# Čudoviti um
Čudoviti um (angleško A Beautiful Mind) je ameriški biografski dramski film iz leta 2001, ki je posnet po življenju ameriškega matematika Johna Nasha, Nobelovega nagrajenca za ekonomijo in dobitnika Abelove nagrade. Film je režiral Ron Howard po scenariju Akive Goldsmana, ki ga je napisal po istoimenski biografski knjigi Sylvie Nasar. V glavni vlogi nastopa Russell Crowe kot Nash, v stranskih vlogah pa Ed Harris, Jennifer Connelly, Paul Bettany, Adam Goldberg, Judd Hirsch, Josh Lucas, Anthony Rapp in Christopher Plummer. Zgodba se prične v času Nashovega študija na Univerzi Princeton, že kmalu zboli za paranoidno shizofrenijo in trpi za blodnjami, breme česar pade na njegovo ženo Alicio in prijatelje.
Film je bil premierno prikazan 13. decembra 2001 na Beverly Hillsu in osem dni kasneje drugod po ZDA. Izkazal se je za zelo finančno uspešnega s 313 milijona USD prihodkov ob 58-milijonskem proračunu in dobil tudi dobre ocene kritikov. Na 74. podelitvi je bil nominiran za oskarja v osmih kategorijah, osvojil pa nagrade za najboljši film, režijo, prirejeni scenarij in stransko igralko (Connelly). Nominiran je bil še za šest nagrad BAFTA, od katerih je osvojil nagradi za najboljšega igralca (Crowe) in stransko igralko (Connelly), in šest zlatih globusov, od katerih je osvojil nagrade za najboljši dramski film, scenarij, igralca v dramskem filmu (Crowe) in stransko igralko (Connelly).

## Vloge
- Russell Crowe kot John Nash
- Ed Harris kot William Parcher
- Jennifer Connelly kot Alicia Nash
- Christopher Plummer kot dr. Rosen
- Paul Bettany kot Charles Herman
- Adam Goldberg kot Richard Sol
- Josh Lucas kot Martin Hansen
- Anthony Rapp kot Bender
- Jason Gray-Stanford kot Ainsley Neilson
- Judd Hirsch kot Helinger
- Austin Pendleton kot Thomas King
- Vivien Cardone kot Marcee Herman
- Killian, Christian in Daniel Coffinet-Crean kot dojenček